# Station Minami-Kusatsu
Station Minami-Kusatsu  (南草津駅,  Minami-Kusatsu-eki) is een spoorwegstation in de Japanse stad Kusatsu. Het wordt aangedaan door de Biwako-lijn. Het station heeft vier sporen, gelegen aan twee eilandperrons.

## Treindienst

### JR West
| 1,2 | ■ Biwako-lijn | richting Kioto en Ōsaka      |
| 3,4 | ■ Biwako-lijn | richting Maibara en Nagahama |

## Geschiedenis
Het station werd in 1994 geopend, hoewel er al sinds 1986 plannen waren. In 2007 is het station vernieuwd.

## Overig openbaar vervoer
Bussen van de Ōmi Spoorwegmaatschappij, Teisan Kōnan Kōtsū en Mame-Bus.

## Stationsomgeving
- FeriE Minami-Kusatsu (Multifunctioneel complex):
  - Bibliotheek van Kusatsu
- Prefecturaal theater van Shiga
- Kansai Urban Bank
- Shiga Bank
- Mister Donut
- Mc Donald’s
- 7-Eleven
- FamilyMart
- Circle-K
- Minami-Kusatsu Ziekenhuis
- Minami-Kusatsu Nomura-ziekenhuis
- Panasonic Marketing School
- Ritsumeikan Universiteit, Biwaku Kusatsu-campus